# Raionul Jovkva, Liov
Jovkva (în ucraineană Жовківський район, transliterat: Jovkivskîi raion) este un raion în regiunea Liov, Ucraina. Reședința sa este orașul Jovkva.

## Demografie
Componența lingvistică a raionului Jovkva
     Ucraineană (99,11%)
     Alte limbi (0,76%)
Conform recensământului din 2001, majoritatea populației raionului Jovkva era vorbitoare de ucraineană (99,11%), existând în minoritate și vorbitori de alte limbi.